# Anacamptodes fragillaria
Anacamptodes fragillaria är en fjärilsart som beskrevs av Barnes och Mcdunnough 1912. Anacamptodes fragillaria ingår i släktet Anacamptodes och familjen mätare. Inga underarter finns listade i Catalogue of Life.